# خشامر (القطن)
'

تعديل مصدري - تعديل

خشامر هي إحدى قرى عزلة القطن بمديرية القطن التابعة لمحافظة حضرموت، بلغ تعداد سكانها 806 نسمة حسب تعداد اليمن لعام 2004.